# Almuiz ibne Badis
Almuiz ibne Badis Aziri (Al-Muʿizz ben Bādīs az-Zīrī), nascido Xarafe Adaulá Almuiz ibne Badis (em árabe: شرف الدولة المعز بن باديس; romaniz.: Šaraf al-Dawla al-Muʿizz ben Bādīs; 1008 — 1062) foi o terceiro emir zírida de Ifríquia (aproximadamente a atual Tunísia), que reinou entre 1016 e a sua morte.
Tendo herdado um emirado muito reduzido, enfrentou os seus parentes secessionistas hamádidas, rompeu a vassalagem em relação ao Califado Fatímida do Cairo, submetendo-se à suserania do Califado Abássida de Bagdade e acabou os seus anos praticamente refugiado em Mádia, após ter sido derrotado pelos Banu Hilal, que provocaram o desmembramento do reino zírida numa série de pequenos emirados. Além de monarca, ibne Badis é creditado como autor de uma obra célebre de química, o Kitab 'umdat al-kuttab wa 'uddat dhawi al-albab ("Corpo dos Escribas").

## Biografia

### Primeiros anos; confrontos com Hamade
Almuiz tinha apenas oito anos quando da morte do seu pai, Badis (r. 995–1016), a quem sucedeu. O território sob o domínio dos Zíridas tinha sido bastante reduzido durante o reino do seu pai devido às sucessivas secessões dos Zíridas de Granada, que o fizeram perder os territórios na Alandalus em 1012, e do tio do seu pai, Hamade, que fundou a sua própria dinastia (hamádida) no noroeste de África. Quando o jovem Almuiz se tornou emir, o emirado limitava-se à Ifríquia propriamente dita, conservando-se Cairuão como capital.
Hamade, que já tinha ocupado Massila e Achir, a antiga capital zírida, fez o cerco de Bugia. Este cerco foi levantado quando Hamade foi informado de que as tropas de Almuiz marchavam contra ele. Hamade sofreu uma pesada derrota, que o obrigou a abandonar o seu acampamento e o seu irmão Ibrahim às mãos do adversário. Refugiou-se em Alcalá e conseguiu pôr fim às hostilidades. Em 1017, o filho de Hamade apresentou-se a Almuiz e pediu-lhe que cessasse a guerra.
Em 1019–1020, Zaui ibne Ziri, que se tinha apoderado de Fez durante o reinado de Badis, foi recebido com honras por Almuiz.
O tratado concluído entre Almuiz e Hamade reconhecia a este a posse de Massila, Tobna, Zabe, Achir e Tierte. A paz efetiva foi selada através de casamentos entre as duas famílias. Hamade morreu em 1028 e foi sucedido pelo seu filho Alcaide. Em 1040–1041, Almuiz cercou o Alcalá, onde se encontrava Alcaide, durante dois anos. O cerco acabou por ser levantado, tendo Almuiz regressado a Mádia e ficado em paz com o seu rival.

### Rutura com o Califado Fatímida e invasões hilálias
Até então os Zíridas tinham sido vassalos fiéis dos Fatímidas do Egito, mas o facto de estes suseranos não terem prestado qualquer apoio ao seu pai para enfrentar as secessões fez com que Almuiz mudasse de política, talvez por influência do seu primeiro mestre sunita (os Fatímidas eram xiitas) ou para satisfazer a opinião pública hostil ao xiismo na região de Cairuão. Almuiz rompeu com os Fatímidas em 1048 e declarou-se vassalo dos Abássidas. Esta declaração de obediência foi mais um sinal de rutura completa com o Cairo do que uma verdadeira união com Bagdade. O emir zírida proferiu publicamente imprecações contra os rafiditas ("desertores"), um termo pejorativo para os xiitas, e deu ordem para que estes fossem mortos. Durante um passeio a cavalo, estando a sua montada prestes a cair, ele evocou Abacar e Omar, o que foi interpretado como uma profissão de fé sunita e a multidão se lançou num massacre dos xiitas, descrito como "hediondo". Entretanto, o califa fatímida Almostancir Bilá enviou as suas repreensões a Almuiz, que respondeu lançando dúvidas sobre a origem dos califas fatímidas. Almuiz proibiu a menção ao nome de Almostancir Bilá nas mesquitas e mandou queimar as bandeiras do califa.
Em 1045–1046, al-Qa'im, o califa abássida de Bagdade, tendo recebido a carta de aliança de Almuiz, enviou a este uma carta de investidura que foi lida na Grande Mesquita de Cairuão, onde foram desfraldados os estandartes negros, símbolo dos abássidas. Esta nova aliança com Bagdade marcou uma evolução da Ifríquia, que se orientalizou mais do que o resto do Norte de África. A corte zírida passou a adotar hábitos de luxo e magnificência digna de potentados orientais. O dote da filha de Almuiz foi carregado por dez mulas e valia um milhão de dinares. Almuiz mandou construir vários palácios em Mançoria, a sede da sua corte junto a Cairuão.
Para se vingar desta rutura, o califa fatímida Almostancir Bilá deixou que os nómadas árabes Banu Hilal, que lhe causavam problemas no sul do Egito, penetrassem na Ifríquia. Desta forma, desembaraçou-se de um problema ao mesmo tempo que punia um rebelde. Esta invasão hilália é descrita pelo historiador tunisino do século XIV ibne Caldune como destruidora da civilização urbana. Os nómadas árabes penetraram nos territórios zíridas e devastaram as cidades e os campos. Almuiz enviou um exército para os combater, mas este foi vencido. Ele próprio foi ao encontro dos invasores, mas foi novamente derrotado perto do monte Hayderan, nas vizinhanças de Gabès. O emir zírida refugiou-se em Cairuão, onde foi cercado pelo inimigo que saqueava a região.

### Últimos anos em Mádia
Em 1057, Almuiz procurou refúgio em Mádia, sob a proteção do emir hilálio do clã dos Banu Ria, cuja filha ele desposara há pouco. Chegado a Mádia, ficou hospedado na casa do seu filho Tamim, enquanto os Banu Hilal entravam em Cairuão, que saquearam. Durante esta estadia em Mádia, as revoltas multiplicaram-se no reino zírida. Em 1059, Sfax entregou o poder a um emir Barguata. A cidade de Sousse proclamou-se independente e Tunes foi tomada por Nácer, neto de Hamade e filho de Bologuine ibne Maomé ibne Hamade, senhor de Alcalá. O governador de Gabès aliou-se a Muniz ibne Iáia, o emir dos Banu Ria.
Almuiz ibne Badis morreu em 1062, o mesmo ano que o seu rival hamádida Bologuine. O seu filho Tamim ibne Almuiz sucedeu-lhe como quinto emir zírida.

## Trabalhos científicos
Almuiz é apontado como tendo sido o autor do célebre “Kitab `umdat al-kuttab wa `uddat dhawi al-albab” ("Corpo dos Escribas"). É uma obra dividida em 12 capítulos que versa, entre outros assuntos, sobre a excelência da pena, a preparação de vários tipos de tintas, o fabrico de tintas coloridas, metálicas (incluindo as preparadas a partir de limalha de prata e álcool, escrita secreta, fabrico de papel, goma-arábica e cola.

### Leitura complementar
- Haarmann, Ulrich (2004), «Die Kirche in ihrer Geschichte», in:  Halm, Heinz, Geschichte der Arabischen Welt, ISBN 9783406474866 (em alemão), Munique: C. H. Beck, consultado em 24 de outubro de 2013

- Idris, Hady Roger (1962), «La Berbérie orientale sous les Zirides, X-XII siècles», Paris: Adrien-Maisonneuve. Larose, Publications de l'Institut d'Etudes Orientales. Faculté des Lettres et Sciences Humaines d'Alger (em francês), consultado em 30 de outubro de 2013[ligação inativa]

- Ronart, Stephan; Ronart, Nandy (1972), Lexikon der Arabischen Welt. Ein historisch-politisches Nachschlagewerk, ISBN 3-7608-0138-2 (em alemão), Zurique: Artemis Verlag